# Винстон Смит (1984)
Винстон Смит је измишљени лик и главни протагониста дистопијског романа Џорџа Орвела из 1949. године под називом Хиљаду деветсто осамдесет четврта. Овог лика је Орвел користио као "обичног човека преко ког читалац може лако да се идентификује.“

## Преглед лика
Винстон Смит ради у Одељењу за евиденцију Министарства истине, где је његов посао да преписује историјске документе тако да се подударају са стално променљивом тренутном партијском линијом. Ово укључује ревизију новинских чланака и фиксирање фотографија—углавном да би се уклониле „неособе“, људи који су се противили партији. Због своје близине механици преписивања историје, Винстон Смит гаји сумње у Партију и њен монопол на истину. Кад год се Винстон појави испред телекрана, називају га "6079 Смит В".
Винстон упознаје мистериозну жену по имену Џулија, колегиницу из партије која је такође љута на понашање странке; њих двоје постају љубавници. Винстон ускоро ступа у контакт са О'Брајаном, чланом Унутрашње партије за кога Винстон верује да је тајно члан Братства, организације отпора посвећене рушењу партијске диктатуре. Верујући да су упознали сродну душу, Винстон и Џулија га сусрећу приватно и добијају књигу коју је написао Емануел Голдштајн - вођа Братства и главни непријатељ државе Океаније - под условом да тек након што је прочитају бити пуноправни чланови Братства.
Међутим, О'Брајен је заиста агент Мисаоне полиције, која Винстона држи под присмотром већ седам година (или бар тако тврде). Винстон и Џулија су убрзо ухваћени. Винстон остаје пркосан када је ухваћен и трпи неколико месеци екстремне тортуре у О'Брајановим рукама. Међутим, његов дух се коначно ломи када га одведу у собу 101 и суочи се са својим најгорим страхом: неизрецивим ужасом да га пацови поједу живог. Ужаснут спознајом да ће се ова претња остварити ако настави да пружа отпор, он издаје Џулију и обећава своју лојалност Партији. Свака могућност отпора или независног мишљења је уништена када је Смит приморан да прихвати тврдњу 2 + 2 = 5, фразу која је ушла у лексикон да представља послушност идеологији над рационалном истином или чињеницама. До краја романа, О'Брајаново мучење је вратило Винстона у послушног, неупитног члана странке који искрено воли "Великог брата". Осим његове потпуне капитулације и потчињавања партији, Винстонова судбина је у роману остала неразјашњена. Док Винстон схвата да воли Великог брата, сања о јавном суђењу и погубљењу; међутим, сам роман се завршава тако што Винстон, још увек у кафићу Честнат Три, размишља и обожава лице Великог брата.

## Личност
На почетку књиге наводи се да Винстон има 39 година. Као и други главни ликови, он је пушач и пијанац (његови џин и дуван су неквалитетног бренда "Виктори" који су доступни члановима Спољашње партије). Помиње се да има жену Кетрин од које се отуђио. Винстон такође има варикозни чир на задњој страни ноге.
Чини се да Винстон има радозналу и интелектуалну природу (што га на крају ставља у очи Партије). Има наклоност и интересовање за предмете и поезију из прошлости. Чак и пре него што започне аферу са Џулијом, он развија однос са наизглед безазленим господином Чарингтоном, који му продаје дневник и препознатљив украс од корала. Он такође упознаје Винстона са углавном заборављеном римом „Наранџе и лимуни“, што га је навело да потражи слично изгубљену поезију.

## Концепција
Винстон је у роману описан као Лондонац. Његово име се обично узима да потиче од Винстона Черчила и уобичајеног презимена Смит. Такође је делимично био инспирисан ликом Рубашова из романа Артура Костлера Тама у подне, посебно његовим одговором и реакцијом на његово испитивање.